# Little Dragon
Little Dragon – zespół tworzący muzykę elektroniczną oraz synth pop, wywodzący się z miasta Göteborg w Szwecji. W skład zespołu wchodzi piosenkarka szwedzko-japońskiego pochodzenia Yukimi Nagano (wokal, perkusja) oraz jej znajomi z liceum – Erik Bodin (perkusja), Fredrick Källgren (gitara basowa) i Håkan Wirenstrand (instrumenty klawiszowe).
Little Dragon zadebiutowali w 2006 roku singlem Twice/Test wydanym na płycie winylowej 7". W następnym roku zespół podpisał kontrakt z brytyjskim producentem Peacefrog Records i w dniu 3 września 2007 roku wydał swój debiutancki album studyjny Little Dragon.
Ich piosenka Twice została wykorzystana jako motyw muzyczny 5. serii amerykańskiego serialu telewizyjnego ABC Chirurdzy.
Nazwa zespołu pochodzi od przezwiska Yukimi, które otrzymała w studiu nagraniowym. Podczas nagrywania albumu tak często okazywała frustrację, że otrzymała przydomek Mały Smok (ang. Little Dragon). Później członkowie grupy zdecydowali, że to dobra nazwa dla zespołu.

## Współpraca
Członkowie zespołu często współpracują innymi artystami:
- Yukimi Nagano zaśpiewała kilka utworów na albumach Waltz for Koop i Koop Islands szwedzkiego duetu Koop,
- Erik Bodin jest również perkusistą szwedzkiego piosenkarza folk José Gonzáleza, a Yukimi Nagano śpiewała na drugim albumie Gonzáleza In Our Nature,
- Yukimi współpracowała także z Hird (muzyk lounge) oraz nad projektem „Swell Session” szwedzkiego DJ i producenta Andreasa Saaga,
- Little Dragon uczestniczyli w projekcie muzycznym „Maximum Balloon” producenta oraz członka „TV On the Radio” Davida Andrew Sitka, wykonując utwór „If You Return”,
- Na albumie Plastic Beach zespołu Gorillaz Yukimi, Fredrik and Håkan współtworzyli utwory „Empire Ants” oraz „To Binge”. W późniejszej trasie koncertowej „Gorillaz: Escape to Plastic Beach Tour” Little Dragon supportowali Gorillaz oraz uczestniczyli gościnnie we wspólnych utworach w Europie, Australii, Nowej Zelandii i Hongkongu. W amerykańskiej części trasy występowali tylko we wspólnych utworach z Gorillaz.

## Dyskografia

### Albumy studyjne
- Little Dragon – 2007
- Machine Dreams – 2009
- Ritual Union – 2011
- Nabuma Rubberband – 2014
- Season High – 2017

### Single
- Twice/Test (7" płyta gramofonowa) – 2007
- Constant Surprises (7" płyta gramofonowa) – 2008
- Recommendation (wydanie iTunes) – 2008
- Fortune/Blinking Pigs – 2009
- Feather/Stranger (wydanie iTunes) – 2009